# Stacey Pullen
Stacey Pullen es un productor y DJ estadounidense de techno.
Forma parte de la llamada "segunda ola" de Detroit techno, comenzando su carrera en 1990. Está considerado como un purista de la esencia del techno clásico, si bien nunca ha sentido una especial predilección por el sonido analógico de los pioneros. Ha publicado bajo diferentes pseudónimos como Bango, Kosmik Messenger, X-Stacy y Silent Phase.

## Discografía parcial
Álbumes de estudio
- Todayisthetomorrowyouwerepromisedyesterday (2xLP / CD, Science, 2001)

Sencillos y EP
- Bango - Bango EP (12", Fragile Records, 1992)
- Silent Phase - (The Theory Of) (2xLP / CD, Transmat, 1995)
- Stacey Pullen - DJ-Kicks (Studio !K7, 1996)
- Kosmic Messenger - The Collected Works Of Kosmic Messenger (CD / 2xLP, Elypsia, 1997)
- Black Odyssey - Sweat (12", Black Flag, 1998)
- Stacey Pullen - Fabric 14 (2003)